# Constitución de Kenia

Escudo oficial de la República de Kenia.

La Constitución de la Republica de Kenia es la ley suprema de la República de Kenia. Ha habido tres versiones importantes de la Constitución, la última de las cuales se ha vuelto a redactar en 2010. La edición de 2010 sustituyó a la  constitución de independencia de 1963. La nueva Constitución fue presentada al fiscal general de Kenia el 7 de abril de 2010, publicada oficialmente el 6 de mayo de 2010, y fue sometida a referéndum el 4 de agosto de 2010. La nueva Constitución fue aprobada por el 67% de los votantes kenianos y fue promulgada el 27 de agosto de 2010.
Las reformas constitucionales con textos totalmente nuevos desde su independencia fueron en 1969 y en 2010. En 1969, la constitución de independencia de 1963 fue reemplazada por un nuevo texto que consolidaba las enmiendas ya hechas al sistema de gobierno que la constitución de independencia había contemplado.
Estos cambios incluyeron: cambiar la estructura del Estado de un sistema federal, o Majimbo (término suajili que se usa comúnmente en Kenia para referirse a la idea de la devolución política del poder a las regiones del país), a un sistema unitario; crear una legislatura unicameral en lugar de bicameral; cambiar de un sistema parlamentario a uno semipresidencial con una presidencia poderosa; y reducir las protecciones de la carta de derechos. Posteriormente se introdujeron nuevas enmiendas a la Constitución de 1969, incluyendo, en 1982, la institución de un gobierno de jure de un solo partido.
La demanda de una nueva constitución que sustituyera el texto de 1969 por un sistema más democrático comenzó a principios de la década de 1990, con el fin de la Guerra Fría y los cambios democráticos que tuvieron lugar en otras partes de África. El sistema de partido único finalizó en 1991 y las primeras elecciones presidenciales tuvieron lugar en 1992. A finales de la década de 1990 y principios de la década de 2000 se intensificaron los llamamientos en favor de una revisión exhaustiva de la Constitución de 1969, con la ayuda de la victoria del partido de la oposición Coalición Nacional del Arcoíris (NARC) en las elecciones generales de 2002. Los procesos de consulta oficiales y de la sociedad civil condujeron a la adopción de lo que se conoció como el «proyecto de constitución de Bomas».
Sin embargo, se hicieron enmiendas sustanciales a este proyecto antes de un referéndum en 2005, lo que provocó una escisión en la coalición entonces en el poder. La facción gubernamental del Partido Liberal Democrático, encabezada por Raila Odinga y apoyada por el  KANU, encabezó con éxito el voto negativo contra el Proyecto Bomas enmendado, llamado el proyecto Wako por el supuesto autor intelectual de los cambios. La revisión de la Constitución se ha estancado y las negociaciones sobre la aprobación de un nuevo texto parecen estancadas. Un callejón sin salida que sólo fue superado finalmente por la intervención de la Unión Africana a través de un equipo de mediación encabezado por Kofi Annan, tras el estallido de graves actos de violencia tras las elecciones a principios de 2008.

## Proceso de redacción de la Constitución de 2010
La Constitución de Kenia fue el documento final resultante de la revisión del proyecto de Constitución armonizada de Kenia, redactado por la Comisión de Expertos y publicado inicialmente el 17 de noviembre de 2009 para que el público pudiera debatir el documento y luego el Parlamento pudiera decidir si someterlo a referéndum en junio de 2010. El público dispuso de 30 días para examinar el proyecto y presentar propuestas y enmiendas a sus respectivos miembros del parlamento, tras lo cual se presentó un proyecto revisado a la Comisión Parlamentaria el 8 de enero de 2010. El Comité Parlamentario Especial (CPS) revisó el borrador y lo devolvió a la Comisión de Expertos que publicó un Proyecto de Constitución el 23 de febrero de 2010 que fue presentado a Parlamento para su enmienda final si fuera necesario. 
Después de no haber incorporado más de 150 enmiendas a la constitución propuesta, el Parlamento aprobó por unanimidad la constitución propuesta el 1 de abril de 2010. La propuesta de constitución fue presentada al  fiscal general de Kenia el 7 de abril de 2010, publicada oficialmente el 6 de mayo de 2010, y fue sometida a referéndum el 4 de agosto de 2010. La nueva constitución fue aprobada por el 67 % de los votantes de Kenia.

## Estructura del gobierno
Los cambios clave propuestos por la nueva constitución publicada se encuentran en las siguientes áreas:
- Separación de poderes entre los tres brazos del gobierno, Ejecutivo, Legislativo y Judicial.
- El Ejecutivo es quien posee la autoridad ejecutiva y las citaciones.[6]
- La Legislatura es la composición y representación del pueblo. Se hizo una introducción de una cámara alta: el Senado.[7]
- El poder judicial da las precisiones para ocupar cargos y nombramientos.[8]
- La «Devolución» solo dos niveles de gobierno: nacional y condados.[9]
- La «Ciudadanía» que entre otras cuestiones, terminó con la discriminación de género y los ciudadanos que adquieren la ciudadanía extranjera no perderán su ciudadanía keniana.[10]

### Logros obtenidos
- Una Carta de Derechos avanzada que, entre otras cosas, reconoce los derechos socioeconómicos de los ciudadanos kenianos. (Capítulo Cuatro).
- La eliminación del límite de edad de 35 años para postularse a la presidencia. El nuevo borrador permite que la gente corra siempre y cuando sea mayor de edad. Artículo 137, letra b)
- Derecho a la revocación de los legisladores (senadores y miembros de la Asamblea Nacional) (Artículo 104)
- La representación en los órganos electivos debe cumplir efectivamente con un requisito constitucional de equidad de género, a saber, que no más de dos tercios de los miembros deben ser de ambos sexos en su composición. Capítulo 7, artículo 81, letra b)
- El Capítulo de Integridad, requiere que se establezca una Comisión Independiente de Ética que monitoreará el cumplimiento de la Integridad en todas las instituciones gubernamentales y hará investigaciones, recomendaciones a las autoridades necesarias, es decir, al procurador general y a cualquier otra autoridad relevante (Capítulo Seis).
- Una Comisión de Derechos Humanos e Igualdad avanzada que también tendrá poder para investigar y convocar a las personas involucradas en abusos de los Derechos Humanos dentro del gobierno y con el público (Artículo 252).
- Distribución equitativa de los recursos entre el gobierno nacional y el gobierno del condado a través de una resolución del Parlamento. Capítulo 12- Parte 4.
- Un Fondo de Igualación para mejorar el acceso básico a las necesidades básicas de las comunidades marginadas. (Artículo 204).
- Cualquier miembro del público tiene derecho a presentar una demanda contra el gobierno por violación de los derechos humanos y de la Carta de Derechos - Artículo 23(1)(2). Los tribunales y las instituciones gubernamentales están obligados a respetar la Carta de Derechos de conformidad con el artículo 2(1) y el artículo 10(1) de la Constitución.
- La Comisión de Salarios y Remuneraciones, que es una entidad independiente y tiene el poder de revisar regularmente los salarios de todos los funcionarios del Estado para asegurar que el proyecto de ley de compensación sea sostenible desde el punto de vista fiscal. Artículo 230, apartado 5.
- La independencia del poder judicial se afirma en el artículo 160.
- Una Comisión Nacional Independiente de Tierras creada para mantener la supervisión y la gestión de todas las tierras (públicas) pertenecientes al gobierno nacional y de los condados, y recomendar políticas para atender las quejas del público, asesorar al gobierno nacional sobre las formas de mejorar la gestión de tierras, la planificación y la resolución de disputas a nivel nacional y de los condados. Artículo 67.
- Los Derechos Ambientales son reconocidos bajo el Capítulo 5 (Parte 2)
- Establecimiento de la libertad de los medios de comunicación frente a toda sanción en materia de expresión, por parte del Estado sobre cualquier opinión y difusión de los medios de comunicación. Artículo 34. Esto está sujeto al artículo 33.

### El ejecutivo
El ejecutivo en la mayoría de los niveles superiores estará constituido por un presidente, un vicepresidente y el Gabinete.

#### Funciones clave del presidente
- Será el jefe de Estado y jefe de Gobierno de la República de Kenia.
- No será miembro del Parlamento.
- Comandante en Jefe - y declarará la guerra y el estado de emergencia tras su aprobación por la Asamblea Nacional y el Gabinete, respectivamente.
- Jefe de Gobierno - ejercerá la autoridad ejecutiva y coordinará y supervisará todas las secciones principales del poder ejecutivo.
- Nombrará, con la aprobación previa de la Asamblea Nacional, y destituirá a los Secretarios del Gabinete.
- Presidir las reuniones del Gabinete.
- Aprobarán los proyectos de ley o los remitirán al parlamento para su posterior revisión.
- Nombrará y, previa aprobación del Parlamento, nombrará un presidente del Tribunal Supremo.
- Nombrará y, previa aprobación del Parlamento, nombrará a un procurador general.
- Nombrará, previa aprobación del Parlamento, a un director de la Fiscalía Pública.
- Nombrará a los jueces del Tribunal Superior que le recomiende una Comisión de Servicios Judiciales independiente.
- Nombrará Embajadores y Altos Comisionados en las embajadas de Kenia en el extranjero.

### La Legislatura
El Poder Legislativo es bicameral y estará integrado por los siguientes miembros:
- Una Cámara Alta que es el Senado.
- Cada uno de los 47 condados tendrá un Senador.
- Un senador será elegido por los votantes.
- El número total tentativo de senadores será de 60.
- Preside las audiencias de impugnación presidencial (artículo 145).

#### La cámara baja; la Asamblea Nacional
Cada circunscripción (290, el número publicado en el Boletín Oficial de la Comisión Electoral Independiente y de Límites en octubre de 2012).
La mayoría de los miembros de la Asamblea Nacional serán elegidos directamente por los votantes.
Habrá una diputada representante de cada condado, lo que garantiza un mínimo de 47 mujeres parlamentarias en la Asamblea Nacional.
El número total provisional de parlamentarios será de 347.
Votos para investigar y acusar al presidente (artículo 145).

#### Asambleas de condado y ejecutivos
El país se dividirá en aproximadamente 47 condados (los condados son comparables a los distritos actuales).
Cada condado tendrá un Ejecutivo del Condado encabezado por un gobernador del condado elegido directamente por el pueblo.
Una asamblea de condado elegida con representantes de los distritos dentro del condado.

### Poder judicial
Tendrá tres tribunales superiores:
- Tribunal Supremo. Órgano judicial supremo integrado por el presidente del Tribunal Supremo, el vicepresidente del Tribunal Supremo y otros cinco magistrados. Este tribunal se ocupará de las apelaciones de los Tribunales de Apelación y de los Tribunales Constitucionales. También presidirá los procedimientos de impugnación presidencial.
- Tribunal de Apelación. Se ocupará de los casos de apelación del Tribunal Superior y según lo prescrito por el Parlamento. Estará integrado por no menos de 12 jueces y estará encabezado por un presidente nombrado por el presidente del Tribunal Supremo.

Se ha creado una Comisión de la Magistratura independiente para que se encargue del nombramiento de los jueces. Recomendarán una lista de personas que serán designadas como jueces por el presidente (este artículo entrará en vigor después del período de transición). La comisión estará compuesta por los siguientes miembros:
- Un juez de la Corte Suprema, elegido por los miembros de la Corte Suprema para presidir la comisión.
- Un juez del Tribunal de Apelación, elegido por los miembros del Tribunal de Apelación para presidir la comisión.
- Un fiscal general.
- Dos abogados, uno mujer y otro hombre, cada uno con al menos quince años de experiencia, nombrados por el órgano estatutario responsable de la regulación profesional de los abogados.
- Una persona nombrada por la Comisión de Administración Pública.

Procurador general
- Será nombrado por el presidente, con la aprobación de la Asamblea Nacional.
- Ejercerá el cargo por un solo período de no más de 6 años.

## Descentralización
La desconcentración a los gobiernos de los condados solo será autónoma en la ejecución de las distintas funciones enumeradas en el Cuarto Anexo (Parte 2). Esto contrasta con el Sistema Federal en el que la Soberanía está constitucionalmente dividida entre el Gobierno Federal y los Estados. El sistema keniano de devolución sigue manteniendo un Concepto Político Unitario como resultado de la distribución de funciones entre los dos niveles de gobierno bajo el Cuarto Programa y también como resultado del Artículo 192 que le da al presidente el poder de suspender a un gobierno de condado bajo ciertas condiciones.
Un conflicto de leyes entre los dos niveles de gobierno se trata en el artículo 191, en el que la legislación nacional prevalecerá en algunos casos sobre la legislación de los condados. La relación entre el Gobierno Nacional y las Provincias puede verse como la de un Agente Principal y un Agente de autonomía limitada, a diferencia de la relación de Agente y Agente en el Sistema Federal.
Se han introducido más controles y contrapesos como requisitos para la rendición de cuentas de ambos niveles de gobierno. El Parlamento (Senado y Asamblea Nacional) tiene mucha discreción sobre las asignaciones presupuestarias a los gobiernos de los condados. Cada cinco años el Senado recibe recomendaciones de la Comisión de Asignación de Ingresos (Artículo 217) y se aprueba una resolución sobre los criterios para la asignación de ingresos.
La Constitución prohíbe al Gobierno Nacional interferir deliberadamente en el papel y la función del gobierno del condado en virtud del Cuarto Programa. Las excepciones pueden requerir la aprobación parlamentaria (artículos 191 y 192). El Gobierno Nacional tiene un papel que desempeñar en el nivel del Condado al realizar todas las demás funciones que no están asignadas al Gobierno del Condado como se indica en el Cuarto Anexo (Parte 1).

## Ciudadanía
La nueva Constitución introduce importantes reformas en el marco anterior de la ciudadanía, en particular poniendo fin a la discriminación por motivos de género en relación con el derecho de la mujer a transmitir la ciudadanía a sus hijos o a su cónyuge, poniendo fin a la prohibición de la doble nacionalidad y restringiendo los motivos por los que se puede privar a una mujer de la ciudadanía. Sin embargo, el texto ha sido criticado por no ofrecer suficiente protección contra la apatridia para niños o adultos[11].
- Una persona es ciudadana por nacimiento si el día de su nacimiento, haya nacido o no en Kenia, la madre o el padre de la persona es ciudadano (apartado 1 del artículo 14).
- Una persona que haya estado casada con un ciudadano durante un período de al menos siete años tiene derecho, previa solicitud, a ser registrada como ciudadano (apartado 1 del artículo 15).
- Una persona que haya residido legalmente en Kenia durante un período ininterrumpido de al menos siete años y que cumpla las condiciones prescritas por una ley del Parlamento, puede solicitar el registro de su ciudadanía (art. 15(2)).
- Una persona que es ciudadana no pierde la ciudadanía por el mero hecho de adquirir la ciudadanía de otro país (art. 16) y las personas que son ciudadanas de otros países pueden adquirir la ciudadanía keniata (art. 15(4)).
- Toda persona que, como consecuencia de la adquisición de la ciudadanía de otro país, haya dejado de ser ciudadano keniano tiene derecho, previa solicitud, a recuperar la ciudadanía keniata (apartado 5 del artículo 14).

## Desacuerdos sobre la reforma
Después de la publicación del borrador de la constitución, el tipo de gobierno que se implementaría con la constitución fue un debate entre las diversas coaliciones gubernamentales. Los dos principales partidos políticos, el Partido de Unidad Nacional (PNU) y el Movimiento Democrático Naranja (ODM), discreparon en muchos puntos y la mayor discrepancia en la opinión fue sobre la naturaleza de la rama ejecutiva del gobierno.
El interés económico representado por la Alianza del Sector Privado de Kenia (KEPSA) se opuso abiertamente al nuevo estilo de gobierno y finalmente se eliminó la controvertida cuestión del cargo de Primer Ministro. El resto de las cuestiones polémicas se refieren principalmente al aborto, los tribunales de Kadhi y la reforma agraria.
Líderes cristianos en Kenia se oponen a la constitución
- La propuesta de Constitución de Kenia en la Sección 26(4) reitera y reafirma el actual código penal de Kenia al afirmar: El aborto no está permitido a menos que, en la opinión de un profesional de la salud capacitado, haya necesidad de tratamiento de emergencia, o la vida o la salud de la madre esté en peligro, o si lo permite cualquier otra ley escrita. Sin embargo, la iglesia insiste en que la débil redacción de la cláusula, especialmente las dos últimas partes, podría permitir que la misma cláusula se utilice para promulgar leyes o justificar la obtención de servicios de aborto a petición.[13]
- El proyecto de Constitución de Kenia en el art. 24(4) exime a un sector de la sociedad que profesa el islam como su religión de amplias secciones de la Carta de Derechos que se relacionan con el estatus personal, el matrimonio, el divorcio y la herencia.
- El proyecto de Constitución de Kenia en el art. 170 prevé el establecimiento de tribunales de Kadhi.
- El proyecto de Constitución de Kenia en la Sección 170 (2)a Discrimina a todos los demás sectores de la sociedad al limitar la oportunidad de trabajo de los kadhi sólo a las personas que profesan la religión musulmana. Los líderes de la iglesia también insisten en que, para mayor claridad de la separación de la religión y la doctrina del Estado y la igualdad de religión, los tribunales de Kadhi no deberían estar en la constitución.

Desde entonces, en un fallo histórico de un caso presentado hace seis años, un tribunal de tres jueces del Tribunal Superior ha declarado ilegal la inclusión del tribunal de Kadhi y contraria a los principios de no discriminación, separación de la religión y el Estado y constitucionalismo. Una sección de los dirigentes musulmanes ha prometido tomar represalias contra el fallo solicitando su propia declaración judicial de que la enseñanza de la educación religiosa cristiana en los planes de estudios de las escuelas públicas es ilegal. El plan de estudios incluye programas de educación religiosa tanto para el cristianismo como para el islamismo.

## Reacción internacional
En general, todo el mundo elogió el enfoque que los kenianos adoptaron para la reforma constitucional, considerándola como una forma viable de mantener la corrupción bajo control. La  Secretaria de Estado de los Estados Unidos, Hillary Clinton, dijo que «me complace que hayan dado este paso, que representa un hito importante». Otros diplomáticos de los Estados Unidos también comentaron la unidad y la intención significativa que los kenianos presentaban al acercarse a la reforma.
Por ejemplo, el director para África de la Fundación Internacional para los Sistemas Electorales dijo que "el hecho de que estén involucrando a las partes interesadas para que presten su voz y formulen recomendaciones fortalecerá a la sociedad civil porque seguirán de cerca el proceso y, si se aprueba, se asegurarán de que se respete y se aplique adecuadamente".
El Ministro de Relaciones Exteriores de Canadá, Lawrence Cannon, declaró: "En nombre del Gobierno del Canadá, deseo felicitar a Kenya por la aprobación de su nueva Constitución. Este es un logro significativo y un momento importante en la historia de Kenia. Acogemos con satisfacción el liderazgo demostrado por el Presidente Mwai Kibaki y el Primer Ministro Raila Amolo Odinga en el seno del Gobierno de la Gran Coalición para reunir a los kenianos con el fin de abordar su futuro y progresar mediante el diálogo, así como en la aplicación de las reformas establecidas en la violencia electoral del país en 2007-2008, y debemos reafirmar nuestra plena cooperación y compromiso con la CPI".
Los investigadores del Instituto de Desarrollo de Ultramar, con sede en el Reino Unido, han elogiado la Constitución de 2010 como un paso adelante positivo para garantizar una mayor equidad para las mujeres y los niños en Kenia, destacando "Una nueva narrativa para la justicia social" y "Reformas institucionales para fortalecer la rendición de cuentas". Sin embargo, hacen hincapié en que una constitución por sí sola no generará los cambios deseados; lo que importa es cómo se traducen los compromisos constitucionales en políticas y prácticas.